# تابع انتقال
تابع انتقال (به انگلیسی: transfer function) در مهندسی، (که به نام تابع سیستم، یا تابع شبکه یا تابع تبدیل هم شناخته می‌شود) برای یک مولفه الکترونیکی یا سامانه کنترلی، نوعی تابع ریاضیاتی است که به صورت نظری خروجی ابزار (افزاره) را برای هر ورودی ممکن مدل‌سازی می‌کند. در ساده‌ترین حالت، این تابع یک گراف دو-بعدی از یک ورودی نرده‌ای مستقل دربرابر خروجی نرده‌ای مستقل است که به آن منحنی انتقال یا منحنی مشخصه هم گفته می‌شود. از توابع انتقال مولفه‌ها برای طراحی و تحلیل سامانه‌های گردآوری‌شده از مولفه‌ها، مخصوصاً به کمک فن نمودار بلوکی، در علم الکترونیک و نظریه کنترل استفاده می‌شود.
ابعاد و واحدهای تابع انتقال، پاسخ خروجی ابزار را برای یک محدوده از ورودی‌های ممکن مدل‌سازی می‌کند. برای مثال، تابع انتقال برای یک مدار الکترونیکی دو-درگاهی مثل یک تقویت‌کننده می‌تواند یک گراف دو-بعدی از ولتاژ نرده‌ای در خروجی به عنوان تابعی از ولتاژ نرده‌ای اعمال‌شده به ورودی باشد؛ تابع انتقال یک عملگر الکترومکانیکی می‌تواند جابجایی مکانیکی یک بازوی قابل‌حرکت به عنوان تابعی از جریان الکتریکی اعمال‌شده به ابزار باشد؛ تابع انتقال یک حسگر نوری می‌تواند ولتاژ خروجی به عنوان تابعی از شدت نورانیت نور تصادفی از یک طول‌موج معین باشد.
اصطلاح «تابع انتقال» در تحلیل حوزه فرکانس سامانه‌ها به کمک روش‌های انتقال مثل تبدیل لاپلاس نیز استفاده می‌شود؛ در اینجا این به معنی دامنه خروجی به عنوان تابعی از فرکانس سیگنال ورودی است؛ مثلاً، تابع انتقال یک فیلتر الکترونیکی، دامنه ولتاژ خروجی به عنوان تابعی از فرکانس نسبت به موج سینوسی اعمال‌شده به ورودی است. برای ابزارهای تصویربرداری نوری، تابع انتقال نوری همان تبدیل فوریه تابع نقطه گستر (از این رو تابعی از فرکانس فضایی) است.
تابع انتقال، نمایش ریاضی رابطه میان ورودی و خروجی یک سیستم خطی تغییرناپذیر با زمان (LTI) است. در ساده‌ترین شکل برای یک سیستم پیوسته‌زمان با ورودی (x(t و خروجی (y(t، تابع تبدیل نگاشت خطی تبدیل لاپلاس ورودی (X(s و خروجی (Y(s است:
{\displaystyle Y(s)=H(s)\;X(s)}
یا:
{\displaystyle H(s)={\frac {Y(s)}{X(s)}}={\frac {{\mathcal {L}}\left\{y(t)\right\}}{{\mathcal {L}}\left\{x(t)\right\}}}}
که تابع تبدیل سیستم LTI است. در سامانه‌های گسسته‌زمان، تابع تبدیل به صورت {\textstyle H(z)={\frac {Y(z)}{X(z)}}}(تبدیل زِد را ببینید) نوشته می‌شود و غالباً تابع تبدیل پالس نامیده می‌شود.